# Gorominseln
Die indonesischen Gorominseln (indon. Kepulauan Gorom, auch Gorong-Inseln oder Goram-Inseln) gehören zu den Südlichen Molukken. 

## Geographie
Die Gorominseln liegen westlich von Neuguinea, im äußeren Bandabogen. Hier befinden sie sich zwischen der Insel Seram ungefähr 40 km im Nordwesten und den Watubela-Inseln ungefähr 35 km im Südosten. Nordöstlich befindet sich die Seramsee, südwestlich die Bandasee. 
Die Inseln bilden den Subdistrikt (Kecamatan) Pulau Gorom (deutsch Gorominsel), der zum Regierungsbezirk (Kabupaten) Ostseram (Seram Bagian Timur) gehört. Der Regierungsbezirk ist Teil der Provinz Maluku. Pulau Gorom unterteilt sich in elf Desa („Dörfer“).
Die größte der drei Inseln ist Gorom mit den Orten Miran (Miren) an der Ostküste, Ondor (Ondur) im Nordwesten und Hur im Südwesten. Westlich liegt die Insel Panjang mit dem Ort Wisalem im Süden und etwas weiter südlich die Insel Manawoka mit den Orten Arbau im Norden, Amar, Derra und schließlich Nama im Süden.

## Bevölkerung
Auf den Inseln leben 27.285 Einwohner (2010). Traditionell wird auf ihnen die austronesische Sprache Geser-Gorom gesprochen, das auch an der Südostspitze Serams und den kleinen Inseln zwischen Seram und den Gorominseln gesprochen wird.

## Weiteres
Der englische Naturforscher Alfred Russel Wallace beschrieb die Inseln 1869. Er nannte sie in seinem Hauptwerk Der Malayische Archipel Goram.